# Coupe des Pays-Bas de football 1925-1926
Navigation
Coupe des Pays-Bas 1924-1925 Coupe des Pays-Bas 1926-1927
La Coupe des Pays-Bas de football 1925-1926, nommée la KNVB Beker, est la 24e édition de la Coupe des Pays-Bas.

## Déroulement de la compétition
Tous les tours se jouent en élimination directe. À chaque tour, un tirage au sort est effectué pour déterminer les adversaires.

## Finale
La finale se joue le 13 juin 1926 à Utrecht, le LONGA Tilburg bat De Spartaan Amsterdam 5 à 2 et remporte son premier titre.